# اس‌اس ارکادس (۱۹۲۱)
اس‌اس ارکادس (۱۹۲۱) (به انگلیسی: SS Orcades (1921)) یک کشتی بود که طول آن ۱۵۰٫۰ متر (۴۹۲٫۱ فوت) بود. این کشتی در سال ۱۹۰۶ ساخته شد.